# Philophylla marumoi
Philophylla marumoi är en tvåvingeart som först beskrevs av Miyake 1919.  Philophylla marumoi ingår i släktet Philophylla och familjen borrflugor. Inga underarter finns listade i Catalogue of Life.